# Le Crapaud chez ses beaux-parents
Pour plus de détails, voir Fiche technique et Distribution.
Le Crapaud chez ses beaux-parents est un court métrage d'animation belge réalisé en 1991.

## Synopsis
Ce conte traditionnel africain (Congo) nous entraîne sur le chemin qui conduit le crapaud chez ses beaux-parents. Pendant son voyage il rencontre successivement Lomena le serpent, la poule, la fourmi blanche, la civette … qui lui demandent de l’accompagner. Arrivés au village, ils sont tous invités à partager le repas du crapaud. Malheureusement le plat est servi avec un seul couvert. Comme chacun veut l’avoir, une dispute surgit…

## Édition en vidéo
- En France, le court métrage est édité par P.O.M. Films en 2009 sur le DVD L'Afrique s'anime, regroupé avec huit autres courts métrages africains[1]. Avant cela il parait dans les années 90 et s'exporte notamment dans les médiathèques françaises sous format VHS.